# 牛心坨乡
牛心坨乡，是中华人民共和国辽宁省沈阳市辽中区下辖的一个乡镇级行政单位。

## 行政区划
牛心坨乡下辖以下地区：
肖北社区、肖东社区、肖南社区、三西村、妈妈街村、七南村、七北村、沙西村、三南村、沙东村、三东村和三北村。